# Michael Fresco
Michael "Mike" Fresco es un productor y director de televisión estadounidense.
Fresco se ha dado a conocer como director de distintos episodios de series comoThe O.C., My Name is Earl y los pilotos de 1-800-Missing y Providence. Además ha ejercido como productor en la serie Providence y otras como Doctor en Alaska.
También dirigió una serie de televisión escrita por su hermano, Víctor Fresco, llamada Better Off Ted.
Actualmente ejerce como productor ejecutivo de la comedia Suburgatory.